# Красько, Вячеслав Васильевич
Вячеслав Васильевич Красько (род. 6 августа 1974, Ленинград) — российский путешественник, топ-менеджер и профессиональный финансист, экономист, кандидат экономических наук. Член Союза кругосветчиков России.

## Биография
Родился 6 августа 1974 года в Ленинграде. Школу окончил в 1992 году, а в 1994 поступил Санкт-Петербургский государственный университет экономики и финансов, обучение в котором завершил в 1996 году, получив специальность «Мировая экономика». Одновременно обучался во Франции в экономическом университете Париж-Дофин IX по специальности «Менеджмент на государственных и частных предприятиях».
- 1993—1997 АКБ «Петровский» (г. Санкт-Петербург) — руководитель проекта[3]
- 1997—1999 КБ «Балтийский Банк» (г. Санкт-Петербург) — начальник Управления фондовых операций и финансового менеджмента[4]
- 2000—2001 ОАО АКБ «АВТОКРАЗБАНК» (Украина, Кременчуг) — заместитель Председателя Правления
- 2001—2002 Агрохолдинг «Александрия Хлеб» (Украина) — финансовый директор
- 2002—2005 Агропромышленный холдинг «Продо Менеджмент» — финансовый директор[2]
- 2005—2006 OAO «Седьмой Континент» — финансовый директор
- 2006—2010 OOO «Альтиус Девелопмент» (группа компаний «Базовый Элемент») — финансовый директор[4][5][6]
- 2011 — … Туристический оператор «Год Весны» — владелец[5]

В начале 15 марта 2010 года покинул бизнес и отправился в кругосветное путешествие. Вернувшись из путешествия в 2011 году основал собственную компанию-туроператора «Год Весны». Свои впечатления от кругосветного путешествия описал в книге «Год Весны».
10 октября 2012 Красько стал победителем международного фотоконкурса «Люди Индии» в Наггаре (Индия, штат Химачал Прадеш).
В 2013 году Красько планирует совершить путешествие[прояснить] под названием «Ruta del Che» («Дорога Че Гевары») на мотоцикле по Южной Америке по маршруту Эрнесто Че Гевары и начать работу над полнометражным игровым фильмом «Год Весны».
Учился на режиссёра на Высших курсах сценаристов и режиссёров в мастерской В.И. Хотиненко, В.А. Фенченко, П.К. Финна. Дипломной работой стал документальный фильм «Я, Че Гевара. История, рассказанная от первого лица», смонтированный из материалов, снятых за время путешествия. Фильм участвовал в кинофестивалях, признан Китайской Академией документального кино Лучшим иностранным документальным фильмом 2021 года.

## Год весны: путешествие и книга
Кругосветное путешествие началось в апреле 2010 года с Азии и продолжалось 407 дней. Сначала путешественник вылетел из Москвы в Узбекистан, затем полетел дальше на восток, потом на юг в Австралию, затем перелетел в Южную Америку, поднялся выше в Северную, откуда перелетев Атлантику очутился в Африке. Затем Красько пересек Африку и через страны Европы вернулся в Москву. Всего в своем путешествии Вячеслав посетил 6 континентов, 36 стран и 145 городов, преодолев расстояние 137 000 км. Годовой бюджет путешествия составил 33 тысячи долларов США. По мнению Вячеслава Красько 5 самых интересных мест из его маршрута это Непал, Аргентина, Австралия, Антарктида и Танзания. За передвижением Вячеслава с помощью специально созданного сайта, в интерактивном режиме следило большое количество людей.
Суть путешествия — прожить год жизни в принципиально иной системе координат, в состоянии абсолютной свободы, путешествуя за интуицией и весной. Следуя в пути новым принципам, Вячеслав повстречал представителей различных религий и духовных учений. Он вел беседы с индийскими гуру и тибетскими ламами, шаманами Амазонки и шиваитами Индии, кришнаитами и сикхами, иудаизмми и мусульманами, христианами и последователями Ошо. Полученные знания были проверены им лично в различных практиках. Этот опыт существенно изменил мировоззрение Вячеслава и позволил, как он считает, найти ответ на вопрос, что такое счастье.
По окончании кругосветного путешествия Вячеслав принял решение вернуться на родину, при этом одним из главных мотивов стало стремление поделиться с окружающими новыми знаниями. Благодаря этому стремлению и пожеланиям многих людей, было принято решение выпустить книгу, посвященную этому проекту, в которой бы нашли своё отражение все эмоции и впечатления от путешествия.
Книгу «Год Весны: путешествие длиною в год» Вячеслава Красько выпустило издательство «Постум» в июне 2012 года. Работа над книгой велась на многих странах и континентах, а финальную редактуру получила в Саранкоте — небольшой деревушке Непала недалеко от города Покхара, расположенной на высоте около 1500 метров над уровнем моря.
«Год Весны» — не является ни романом, ни автобиографией, и это не просто путевые заметки, каких множество. Это книга, относящаяся к своеобразному жанру — истории странствий, в котором есть место воспоминаниям и любви, экзотическим пейзажам и удивительным переживаниям, размышлениям и отрывкам из любимых книг, трудному восхождению на вершину горы и не менее трудному спуску к глубинам собственной души.
«Мне хотелось, чтобы люди, читающие эту книгу, могли погрузиться в атмосферу пути изнутри, разделить чувства и мысли свободного от привязанностей странника. Она представляет собой, по сути, бескомпромиссный манифест свободы и счастья, и, может быть, послужит катализатором для исполнения собственных желаний читателей» — говорит сам автор.
Книгу прочитали и дали на неё свои рецензии Вячеслав Бутусов, Иван Охлобыстин, Николай Дроздов и др. По мнению критиков, свобода и счастье это важнейший лейтмотив не только книги Вячеслава Красько, но и основа для всех его путешествий.
После возвращения Вячеслав продолжил путешествовать, побывав в горячих точках (Сирия), в местах экологических катастроф (Аральское море) и прочих. В 2011 г. он был принят в члены Союза Кругосветчиков России.